# 蕭大器
蕭 大器（しょう だいき、普通4年5月12日（523年6月10日）- 大宝2年8月17日（551年10月2日））は、南朝梁の皇太子。哀太子。字は仁宗。

## 経歴
簡文帝蕭綱の長男として生まれた。母は王霊賓。普通4年（523年）5月丁酉に生まれた。中大通4年（532年）、宣城郡王に封じられ、食邑2000戸を受けた。まもなく侍中・中衛将軍となった。大同4年（538年）、侍中のまま使持節・都督揚徐二州諸軍事・中軍大将軍・揚州刺史に任じられた。
太清2年（548年）10月、侯景が建康に侵攻すると、大器は台内大都督に任じられた。太清3年（549年）5月、父の簡文帝が即位した。6月丁亥、大器は皇太子に立てられた。大宝2年（551年）8月、侯景が簡文帝を廃位し、大器を殺害しようとした。侯景が大器を召し出したとき、大器は『老子』を講義していたところだった。大器は顔色を変えず、おもむろに「長らくこのことは知っていた。その遅いのを嘆くのみ」と言った。刑吏は衣の帯で絞殺しようとしたが、大器は「これでは殺されてやることができない」と言って、旗竿の下繩を指さして、それで絞殺するよう指示した。享年は29。承聖元年（552年）4月、哀太子と追諡された。

## 伝記資料
- 『梁書』巻8 列伝第2
- 『南史』巻54 列伝第44